# Ранца (Песниця)
Ранца (словен. Ranca) — поселення в общині Песниця, Подравський регіон‎, Словенія.